# Sebastian Cabot
Pour l'explorateur, voir Sébastien Cabot.
Sebastian Cabot est un acteur britannique né le 6 juillet 1918 à Londres (Royaume-Uni) et mort le 22 août 1977 à North Saanich (Canada). Il est surtout connu pour le rôle de Mr Félix, le majordome de la série Cher oncle Bill (Mr French en version originale), et pour son travail vocal dans plusieurs productions de Walt Disney.

## Biographie
À l'âge de 14 ans, il quitte l'école et travaille comme chauffeur et valet pour l’acteur britannique Frank Pettingell. Il fait aussi de la figuration dans deux films, dont Quatre de l'espionnage, d'Alfred Hitchcock (1936).
Ses premières années de carrière se déroulent dans son Angleterre natale, même s'il fait un séjour aux États-Unis en 1947 pour jouer à Broadway dans la pièce Love for Love, avec John Gielgud. Mais ce n'est qu'à partir de 1952 qu'il se fait vraiment remarquer, avec des apparitions dans plusieurs coproductions internationales comme Ivanhoé avec Robert Taylor et Elizabeth Taylor (1952), Roméo et Juliette (1954), où il incarne Capulet, et la mini-série italienne I tre moschettieri d'après Alexandre Dumas, dans le rôle de Porthos (1955).
Il part ensuite s'installer définitivement aux États-Unis, où son style très britannique sera très apprécié. Il s'illustre notamment dans le rôle du Vizir dans L'Étranger au paradis de Vincente Minnelli (1955), puis dans celui du Dr. Hillyer dans La Machine à explorer le temps (1960), d'après H. G. Wells. On le voit aussi dans des épisodes des grandes séries de l'époque : Gunsmoke, Zorro, Bonanza, La Quatrième Dimension, etc.
Dans les années 1960, il décroche trois rôles réguliers à la télévision : celui du Dr Carl Hyatt dans la série policière Échec et mat de 1960 à 1962 ; celui du Commissaire Andrew Crippen dans The Beachcomber en 1962 ; et surtout celui du sympathique majordome de Brian Keith dans la très populaire sitcom Cher oncle Bill de 1966 à 1971. Nommé Mr French en version originale, il devient Mr Félix en version française.
Marié depuis 1940 à Kathleen Rose "Kay" Humphreys, Sebastian Cabot a eu trois enfants : Annette, Yvonne et Christopher. Annette, née en 1941, est apparue à ses côtés dans deux épisodes de Échec et mat en 1962, puis cinq épisodes de Cher oncle Bill de 1967 à 1970.
Sebastian Cabot travaille aussi fréquemment pour Walt Disney. On le voit en 1956 et 1957 dans Sur la piste de l'Orégon et Johnny Tremain, ainsi que dans plusieurs segments de Le Monde merveilleux de Disney. Mais c'est sa voix qui est le plus souvent utilisée par Disney : en particulier dans les classiques Merlin l'Enchanteur (1963, narrateur et voix de Sire Hector) et Le Livre de la Jungle (1967, voix de Bagheera), mais aussi dans plusieurs aventures de Winnie l'ourson, dont il est le narrateur : Winnie l'ourson et l'arbre à miel (1966), Winnie l'ourson dans le vent (1968)...
En 1972, il est le présentateur de la série d'anthologie d'histoires fantastiques Ghost Story. Il incarne ensuite Kris Kringle dans un remake du classique de Noël Le Miracle de la 34ème rue pour la télévision (1973). Enfin, il poursuit les narrations des aventures de Winnie l'ourson pour Disney.
Le 22 août 1977, Cabot subit un accident vasculaire cérébral, dans sa maison de vacances près de Victoria, et décède peu après, à l'âge de 59 ans. Dans sa notice nécrologique, The New York Times le décrit comme « un acteur connu pour ses manières anglaises courtoises, sa barbe fournie et sa silhouette ronde », et évoque les excellentes critiques qu'il avait reçues pour son interprétation du majordome de Cher oncle Bill.

## Filmographie

### Cinéma
- 1935 : Foreign Affaires
- 1936 : Quatre de l'espionnage (Secret Agent), d'Alfred Hitchcock
- 1941 : Love on the Dole
- 1941 : 'Pimpernel' Smith
- 1941 : Jeannie
- 1943 : Old Mother Riley Overseas
- 1943 : Old Mother Riley Detective
- 1945 : The Agitator
- 1946 : Othello : Iago
- 1946 : Dual Alibi
- 1947 : Je suis un fugitif (They Made Me a Fugitive) : le propriétaire du club
- 1947 : Attentat à Téhéran (Teheran)
- 1948 : Third Time Lucky : Bennett
- 1949 : The Spider and the Fly, de Robert Hamer : Préfet d'Amiens
- 1949 : The Adventures of Jane
- 1949 : Old Mother Riley's New Venture
- 1949 : Dick Barton Strikes Back : Alfonso Delmonte Fourcada
- 1950 : Midnight Episode : Benno
- 1951 : Old Mother Riley's Jungle Treasure : Morgan
- 1951 : The Wonder Kid : Pizzo
- 1952 : Ivanhoé (Ivanhoe), de Richard Thorpe : Clerc de Copmanhurst
- 1952 : Les Mille et Une Filles de Bagdad (Babes in Bagdad), de Jerónimo Mihura et Edgar G. Ulmer : Sinbad
- 1953 : Heights of Danger : Jakes
- 1953 : Always a Bride
- 1953 : Capitaine Paradis (The Captain's Paradise) : Ali
- 1953 : La Loterie du bonheur (The Love Lottery) : Suarez
- 1954 : Romeo et Juliette (Romeo and Juliet), de Renato Castellani : Capulet
- 1954 : Les Chevaliers de la reine (I Cavalieri della regina) : Porthos
- 1955 : L'Étranger au paradis (Kismet) : Wazir
- 1956 : Sur la piste de l'Orégon (Westward Ho the Wagons!) : Bissonette
- 1957 : Le avventure dei tre moschettieri : Porthos
- 1957 : La spada imbattibile : Porthos
- 1957 : La Poursuite fantastique (en) (Dragoon Wells Massacre) de Harold D. Schuster : Jonah
- 1957 : Johnny Tremain, de William Beaudine : Jonathan Lyte
- 1957 : Les Amours d'Omar Khayyam (Omar Khayyam) : The Nizam
- 1957 : Black Patch (en) d'Allen H. Miner : Frenchy De Vere
- 1958 : Le Imprese di una spada leggendaria : Porthos
- 1958 : Terreur au Texas (Terror in a Texas Town), de Joseph H. Lewis  : Ed McNeil
- 1958 : Le Temps de la peur (In Love and War) : D. Everett Styles
- 1959 : El Redentor
- 1959 : L'habit ne fait pas le moine (Say One for Me) : Monsignor Francis Stratford
- 1959 : Trahison à Athènes (The Angry Hills), de Robert Aldrich : Chesney
- 1959 : Mantelli e spade insanguinate : Porthos
- 1960 : Les Sept Voleurs (Seven Thieves) : Directeur du Casino
- 1960 : La Machine à explorer le temps (The Time Machine), de George Pal : Dr Philip Hillyer
- 1963 : Trio de terreur (Twice-Told Tales) : Dr Carl Heidigger
- 1963 : Merlin l'Enchanteur (The Sword in the Stone), film d'animation de Wolfgang Reitherman : Sir Ector (voix)
- 1965 : Les Tontons farceurs (The Family Jewels), de Jerry Lewis : Dr Matson
- 1967 : Le Livre de la jungle (The Jungle Book) : Bagheera (voix)
- 1968 : Journey to Midnight : Host
- 1974 : Monstres et mystères ou les créatures mythologiques de notre société (Man, Monsters and Mysteries) : Narrateur
- 1977 : Les Aventures de Winnie l'ourson (Winnie the Pooh and the Honey Tree), film d'animation de John Lounsbery et Wolfgang Reitherman : Narrateur

### Télévision
- 1956 : I Tre moschettieri (série) : Porthos
- 1956 : Along the Oregon Trail : Bissonette
- 1956 : The Adventures of Hiram Holliday (série) : Monsieur Cerveaux (1956-57)
- 1957 : Les Aventures de Zorro (série) : Saison 1 Épisode 9 "Un Procès Impartial" (diffusé le 5 décembre) : Juge Vasca
- 1960 : La Quatrième Dimension (The Twiligtht Zone) (série) : Saison 1 Épisode 28 "Enfer ou Paradis" : PIP
- 1960 : Échec et mat (Checkmate) (série) : Dr Carl Hyatt
- 1962 : The Beachcomber (série) : Andrew Crippen
- 1962 : The Flood : Noah (voix)
- 1964 : Suspense (série)
- 1965 : The Bravo Duke
- 1966 : Cher oncle Bill ("Family Affair") (série) : Mr Giles French (1966-1971)
- 1969 : The Spy Killer : Max
- 1970 : Foreign Exchange : Max
- 1972 : Ghost Story : Essex
- 1972 : Ghost Story (série) : Winston Essex (1972)
- 1973 : Miracle sur la 34e rue (Miracle on 34th Street) : Kris Kringle
- 1974 : The City That Forgot About Christmas